# Corylus americana
Corylus americana Walter, 1788 è una pianta appartenente alla famiglia Betulaceae.

## Descrizione

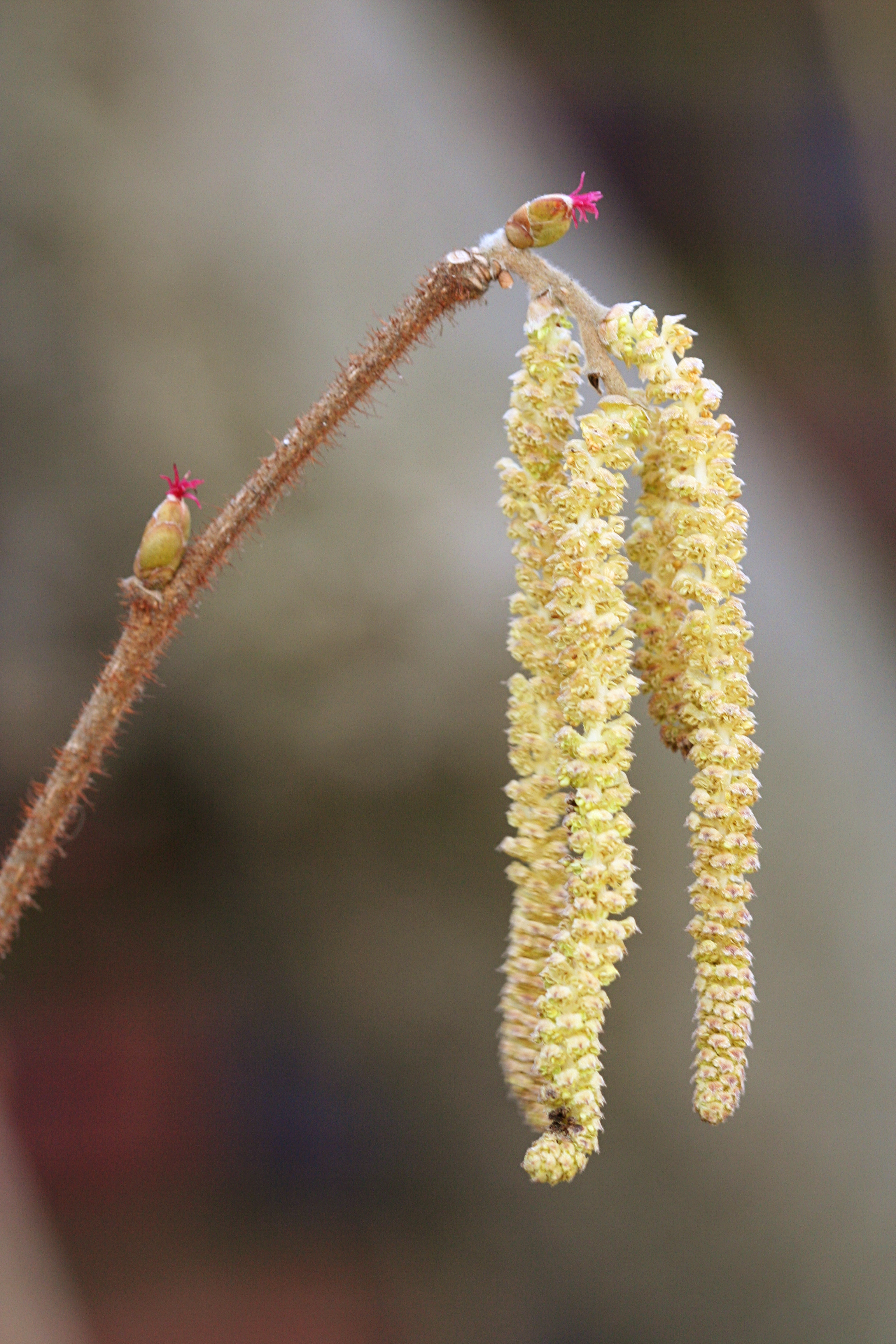
Piccoli amenti femminili a forma di bocciolo e amenti maschili pendenti

La pianta raggiunge un'altezza di circa 2,5 – 5 m, con una corona sparsa da 3 a 4,5 m. È un arbusto di dimensioni medio-grandi, che in alcune condizioni può assumere le caratteristiche di un piccolo albero. È spesso multi-stelo con lunghi rami che crescono verso l'esterno, formano un cespuglio denso o una forma sferica. Si diffonde inviando i polloni dai rizomi sotterranei da 10 a 15 cm sotto la superficie.

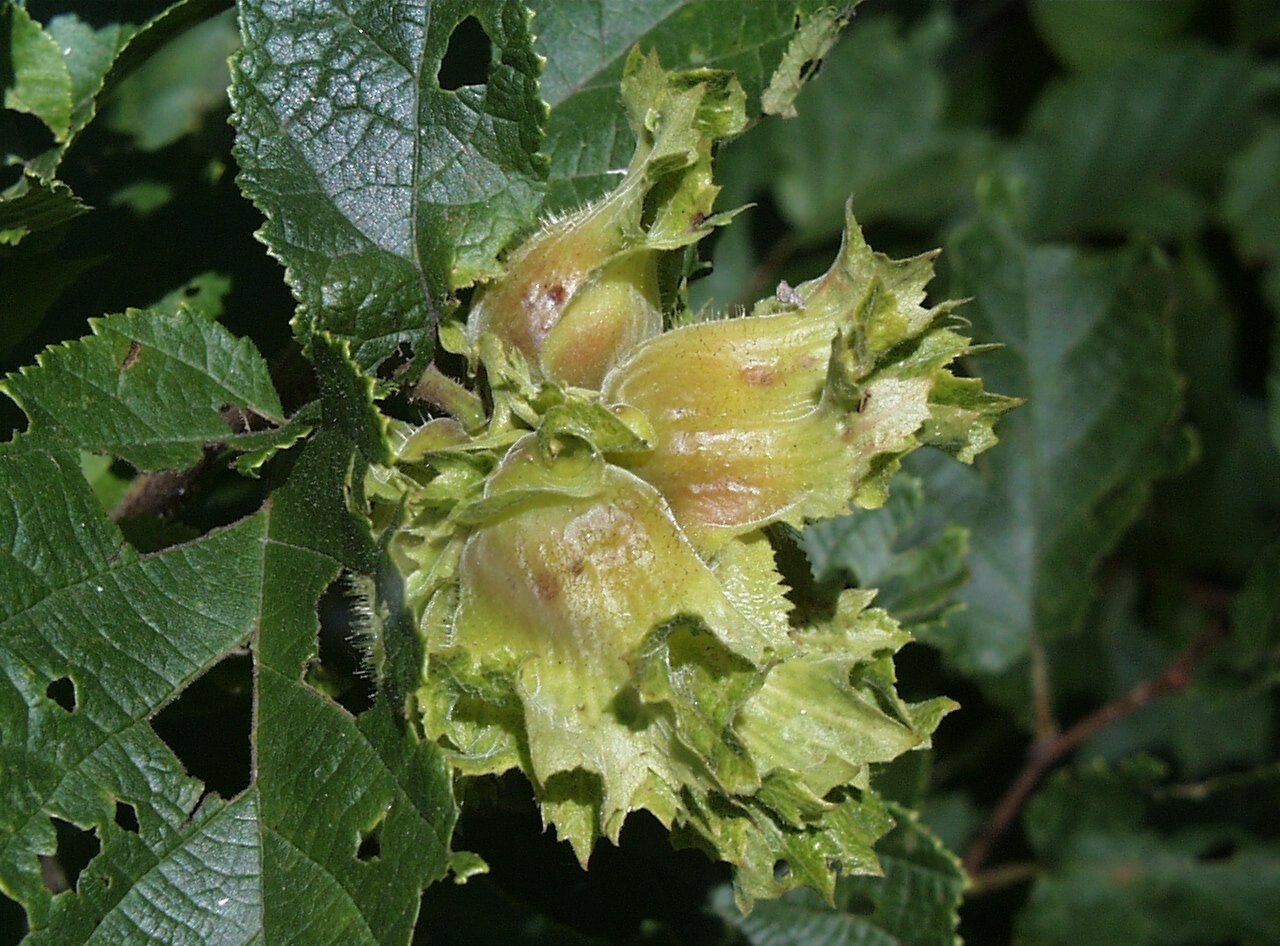
Noci racchiuse in brattee fogliari

Fiorisce molto presto a metà primavera, producendo amenti maschi (staminati) appesi lunghi da 4 a 8 cm e gruppi di 2-5 minuscole femmine (pistillo) fiori racchiusi nelle brattee protettive di un bocciolo, con i loro stili rossi che spuntano sulla punta. Gli amenti maschili si sviluppano in autunno e rimangono durante l'inverno. Ognuno ha un paio di brattee e quattro stami.
La nocciola americana produce noci commestibili che maturano in un periodo compreso tra luglio e ottobre. Ciascun nocciola è racchiusa in due brattee a forma di foglia con margini irregolarmente lacinosi.